# Hofgeismar
Hofgeismar ist eine Kleinstadt im nordhessischen Landkreis Kassel mit knapp 16.000 Einwohnern.

## Geografie
Hofgeismar liegt in der Hofgeismarer Rötsenke etwa 21 Kilometer nordnordwestlich von Kassel. Es befindet sich unmittelbar südöstlich des Hofgeismarer Stadtwaldes zwischen Trendelburg im Norden und Grebenstein im Süden direkt oberhalb der Einmündung der Lempe in die Esse. Das Gemeindegebiet erstreckt sich zwischen 124 m (an der Esse) und 392 m ü. NN (im Hofgeismarer Stadtwald auf dem Heuberg; mit Fernsehturm), die Kernstadt liegt auf durchschnittlich 165 m Höhe.

### Nachbargemeinden
Hofgeismar grenzt im Norden an die Stadt Trendelburg, im Osten an das gemeindefreie Gebiet „Gutsbezirk Reinhardswald“, im Süden an die Stadt Grebenstein und im Westen an die Stadt Liebenau (alle im Landkreis Kassel).

### Stadtgliederung
Zu Hofgeismar gehören neben der Kernstadt Hofgeismar die Stadtteile:
- Beberbeck mit dem Ortsteil Sababurg
- Carlsdorf
- Friedrichsdorf
- Hombressen
- Hümme
- Kelze
- Schöneberg

Die Stadtteile (außer der Kernstadt) sind eigene Ortsbezirke und bilden Ortsbeiräte.

## Geschichte

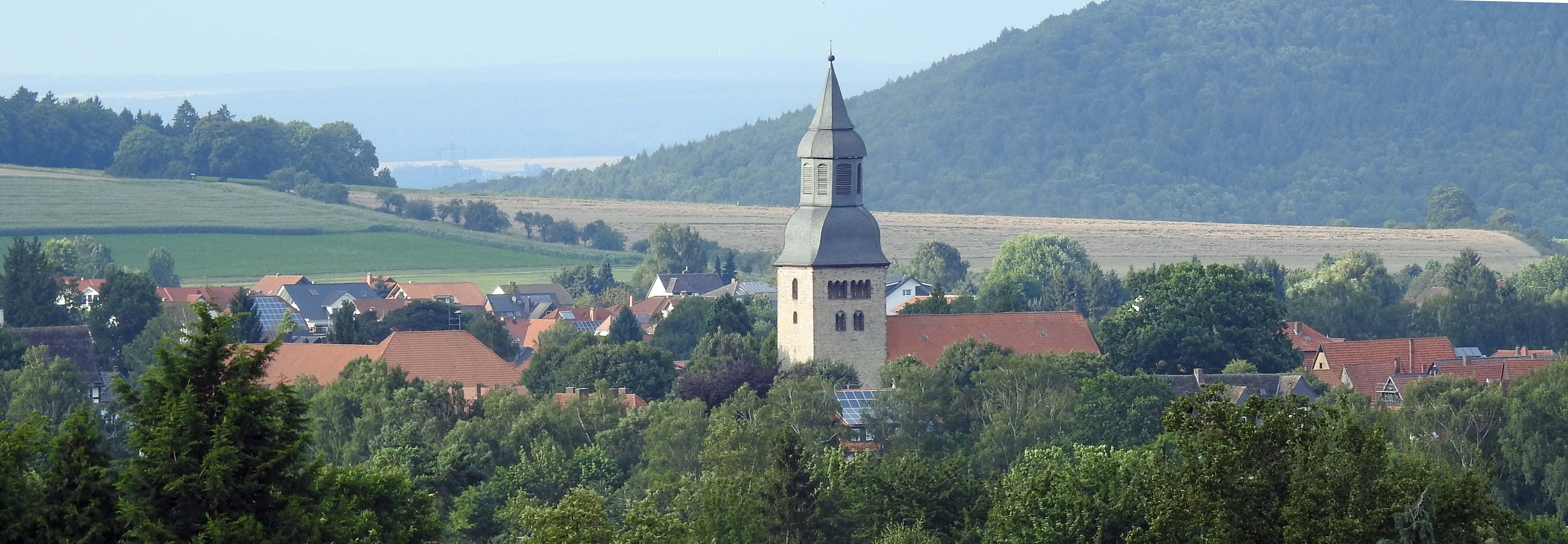
Hofgeismar von Süden

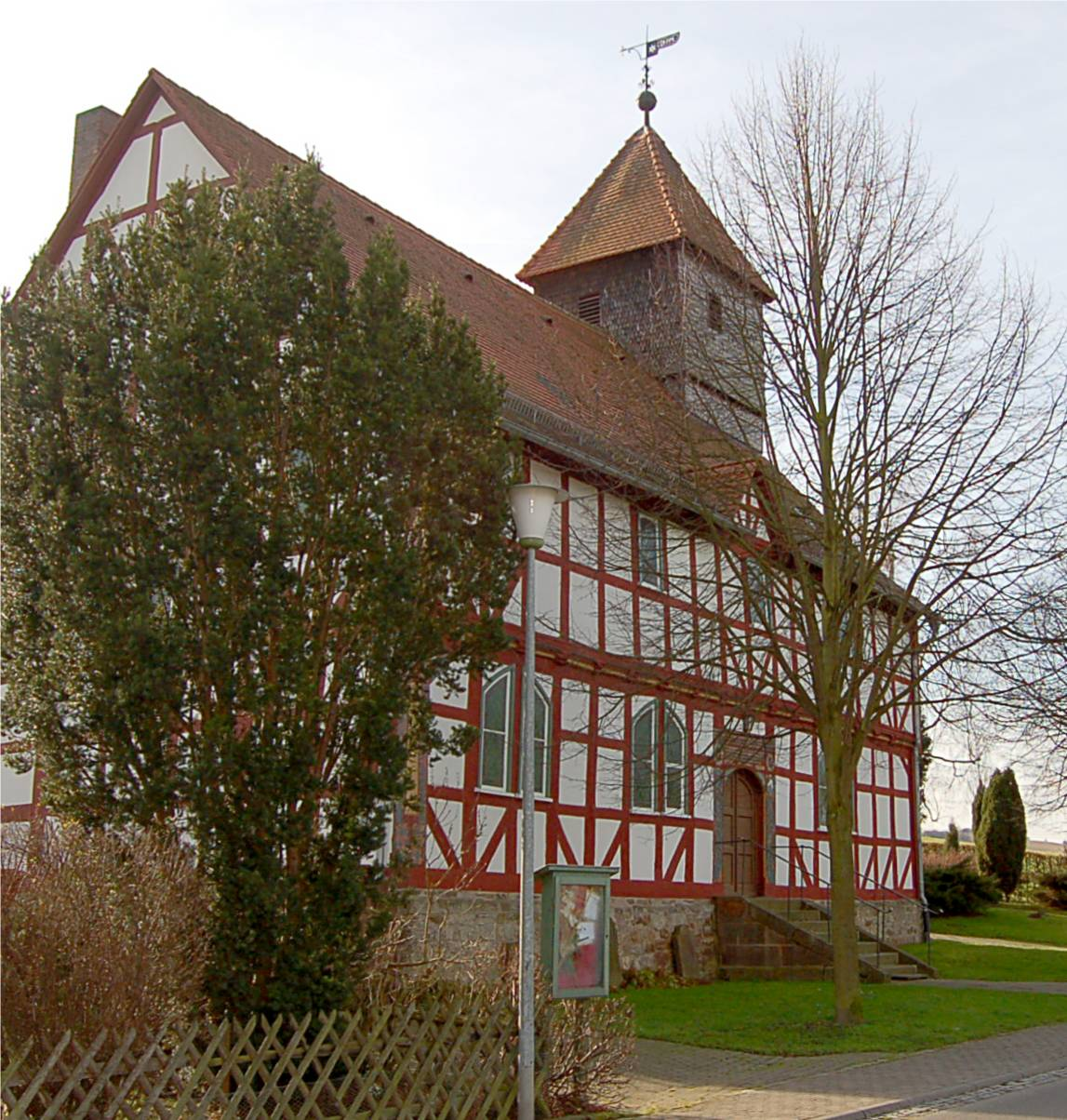
Hugenottenkirche im Stadtteil Carlsdorf

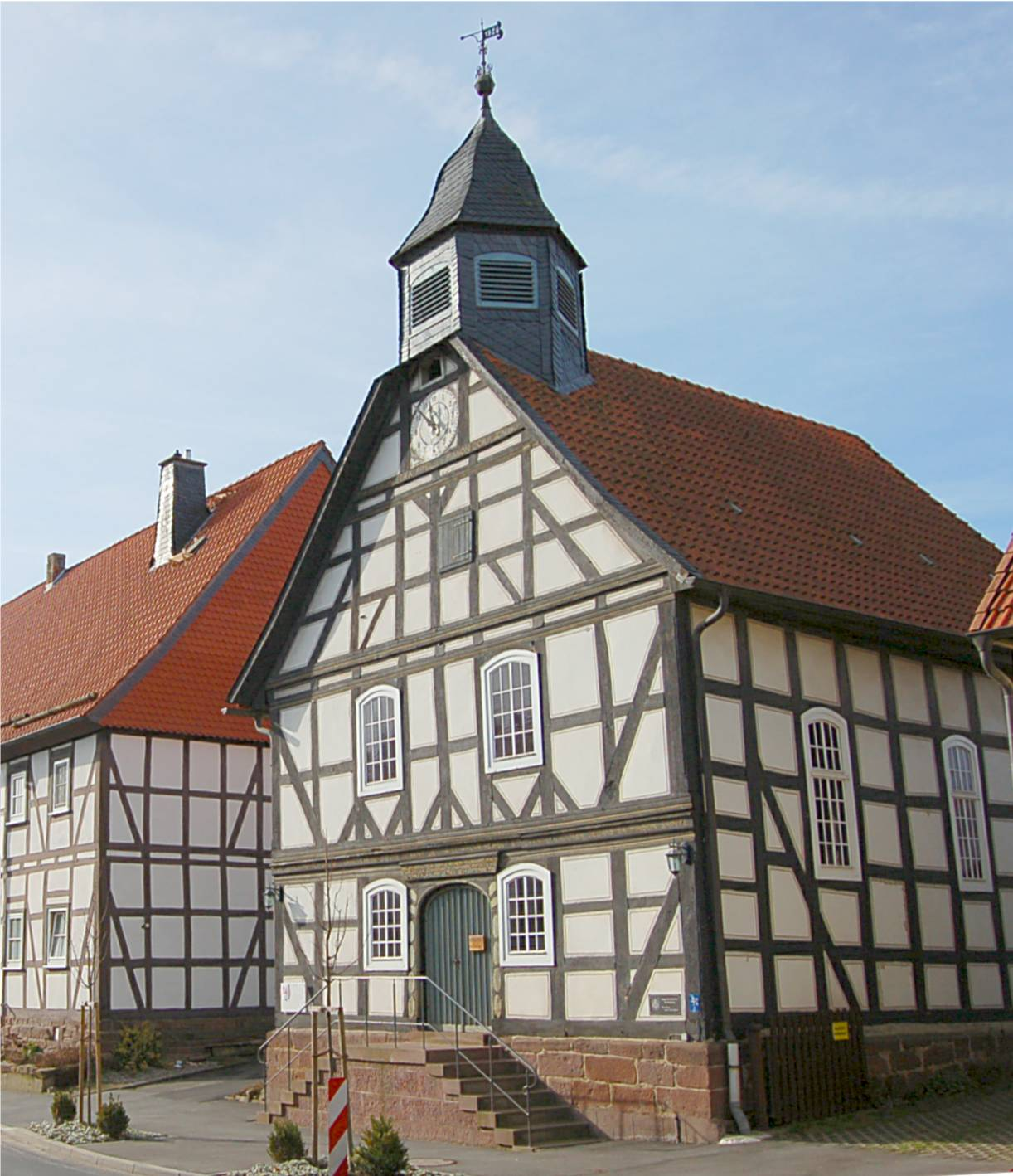
Hugenottenkirche im Stadtteil Schöneberg

### Von den Anfängen bis zur Neuzeit

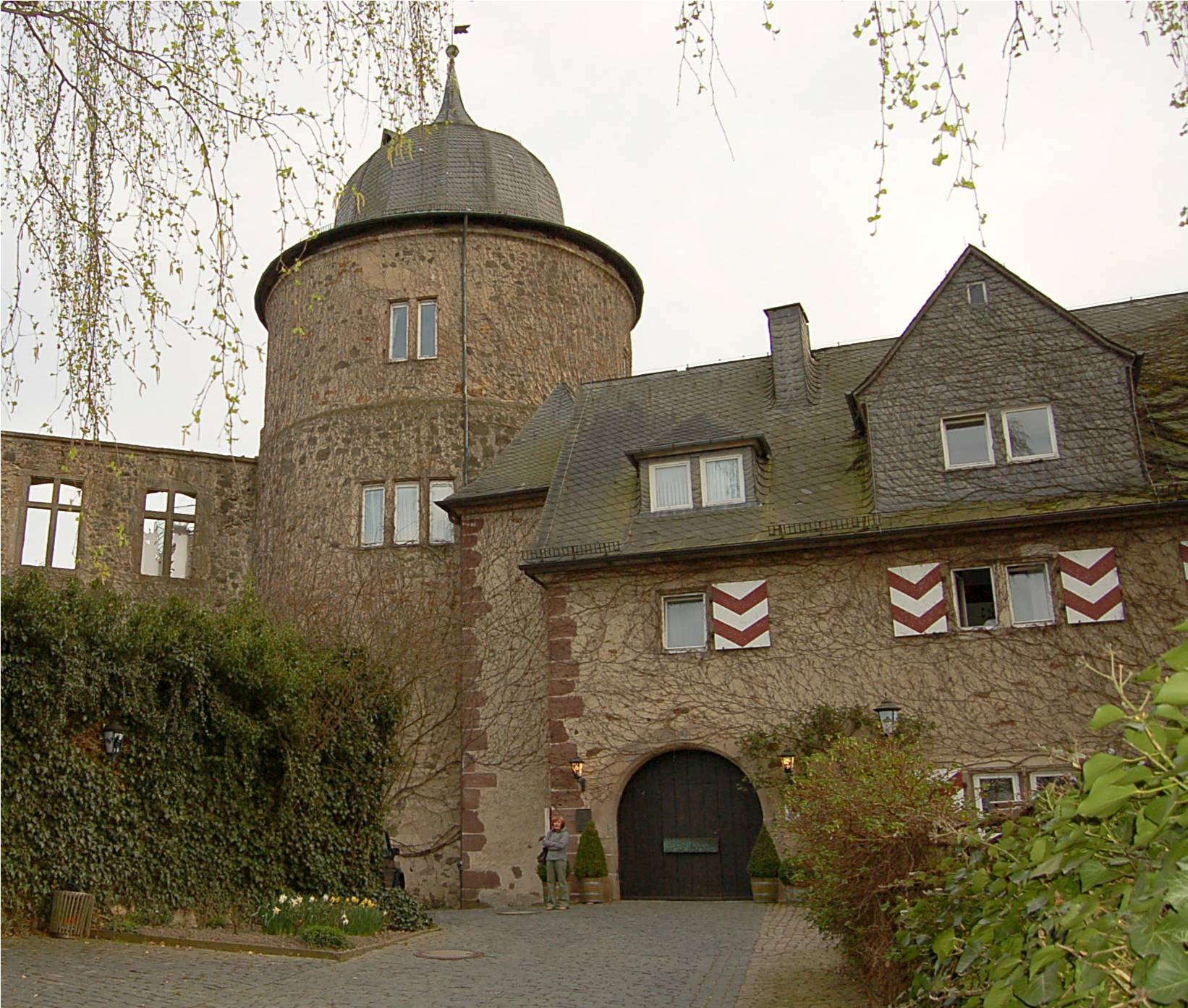
„Märchenschloss“ in Hofgeismar-Sababurg

Archäologische Funde bezeugen eine durchgehende Besiedlung des Stadtgebietes seit etwa 7000 Jahren.
In einer Urkunde des Mainzer Erzbischofs Siegfrid I. wird Hofgeismar im Jahre 1082 als Hovegeismari erwähnt. Damals bestand allerdings schon 300 Jahre lang ein „Fronhof“, woran bis heute eine Straßenbezeichnung („Am Fronhof“) erinnert. Seit dem 9. Jahrhundert gehörte der „Hof Geismar“ zum Fränkischen Reich und nach einer Schenkung zum Erzbistum Mainz.
Stadtrechte erhielt die Siedlung „Hove Geismari“ 1223 durch den Mainzer Erzbischof Sigfried II., nachdem sie sich bereits zum Mittelpunkt eines Kirchsprengels entwickelt hatte. Der Archidiakonatssitz bestand mit einem Kollegiatstift an der Altstädter Liebfrauenkirche, die der Gottesmutter Maria geweiht worden war. Zur weltlichen Macht der Mainzer Erzbischöfe im Bereich von Diemel und oberer Weser gehörte auch die nahegelegene Schutzburg Schöneberg, die bereits Anfang des 12. Jahrhunderts errichtet worden war. An diese Zeit erinnert bis heute das Mainzer Rad im Wappen der Stadt und des hier begüterten Adelsgeschlechtes Geismar. Die Gründerjahre der Stadt im 13. Jahrhundert weisen neben dem Hofgut mit einem festen Haus des Hofherrn („Sala“) auch Stifts- und Propsteigebäude sowie Siedlungen in der Altstadt, der Neustadt und der Petristadt auf. Aus dieser Zeit stammen Teile des Rathausgewölbes, der Turm (Wehrturm) der Altstädter Kirche und die teilweise erhaltene Stadtbefestigung, die damals aus einer etwa fünf Meter hohen Mauer mit Wehrgang und vorgelagerten Gräben bestand.
Aus dem 13. Jahrhundert stammt auch die Burg im heutigen Stadtteil Sababurg, die Landgraf Wilhelm I. ab 1490 zu einem Jagdschloss und Gestüt ausbauen ließ. Am Fuß der Sababurg gründete 1571 Landgraf Wilhelm IV. den Tierpark Sababurg.

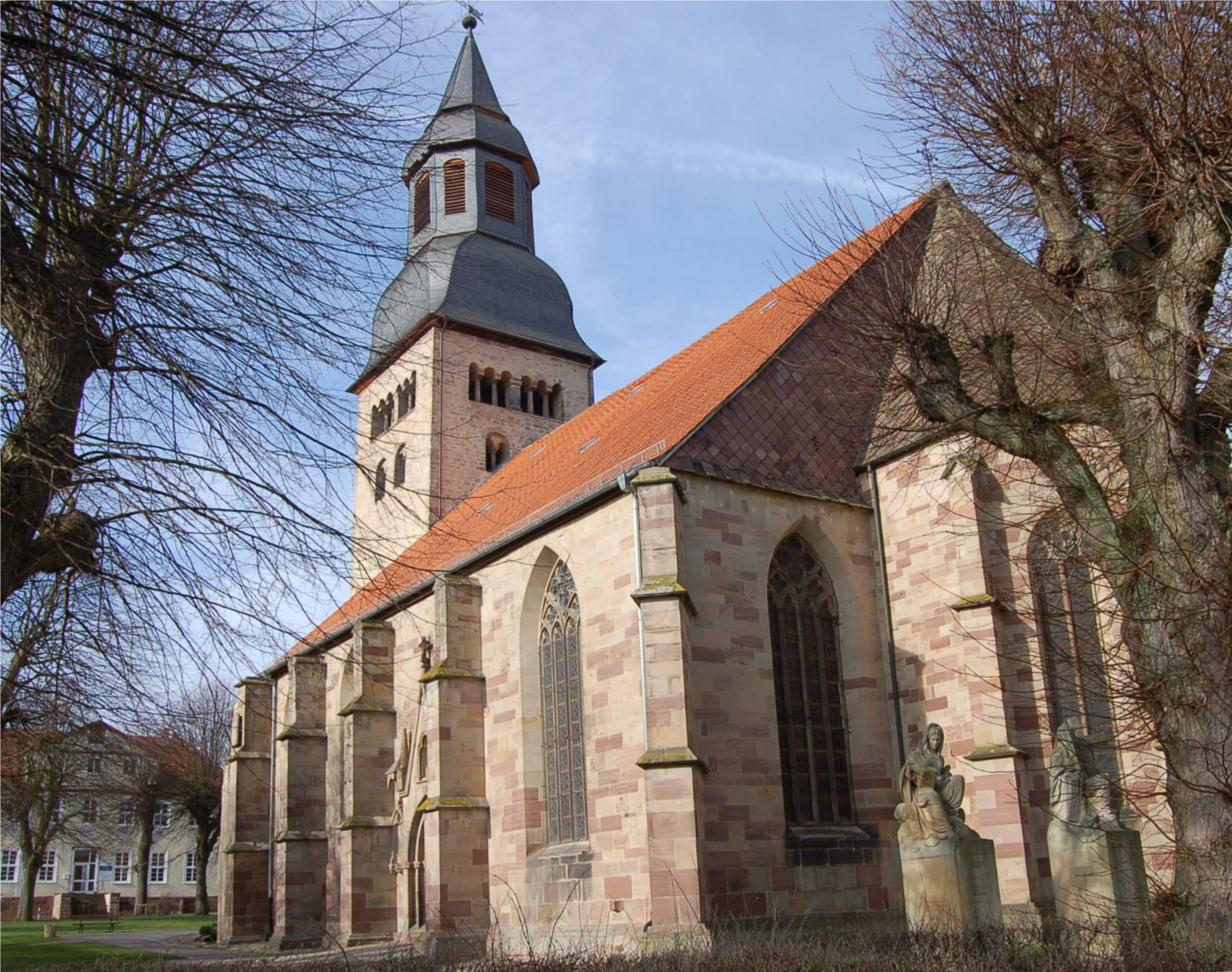
Altstädter Kirche

Während der Mainzer Stiftsfehde (1461–1463) musste Hofgeismar wegen seiner Loyalität zum vom Papst abgesetzten Erzbischof Diether von Isenburg 1462 eine mehrwöchige Belagerung durch den mit dem neuen Erzbischof Adolf von Nassau verbündeten Landgrafen Ludwig II. von Hessen erdulden; die gleichfalls belagerte Burg Schöneberg ergab sich erst, nachdem die Belagerer die Umgegend ausgeplündert und die Gebäude auf dem Burgberg zu Trümmern geschossen hatten.
Kriegsschulden aus der Stiftsfehde führten dazu, dass die Mainzer Besitzungen zwischen Diemel und Weser von Erzbischof Adolf im Jahre 1462 an Landgraf Ludwig II. verpfändet werden mussten; dabei kam auch Hofgeismar in hessischen Besitz. Zwar wehrte sich die Bürgerschaft vehement dagegen, zu einem frei verfügbaren Pfandobjekt des Erzbischofs herabzusinken, aber der Landgraf überwältigte die Stadt militärisch und vereinnahmte sie dennoch. Unter Landgraf Philipp I. wurde Hessen 1526 infolge der Homberger Synode protestantisch. Das Chorherren-Stift und das Franziskaner-Kloster in Hofgeismar wurden aufgelöst. Nach dem Tod Philipps kam Hofgeismar auf Grund der von ihm verfügten Erbteilung zur Landgrafschaft Hessen-Kassel unter Philipps ältestem Sohn, Wilhelm IV. Nach dem Merlauer Vertrag von 1582 zwischen Wilhelm IV. und dem neuen Mainzer Erzbischof Wolfgang von Dalberg gehörte Hofgeismar dann endgültig zur Landgrafschaft Hessen-Kassel.

### Neuzeit

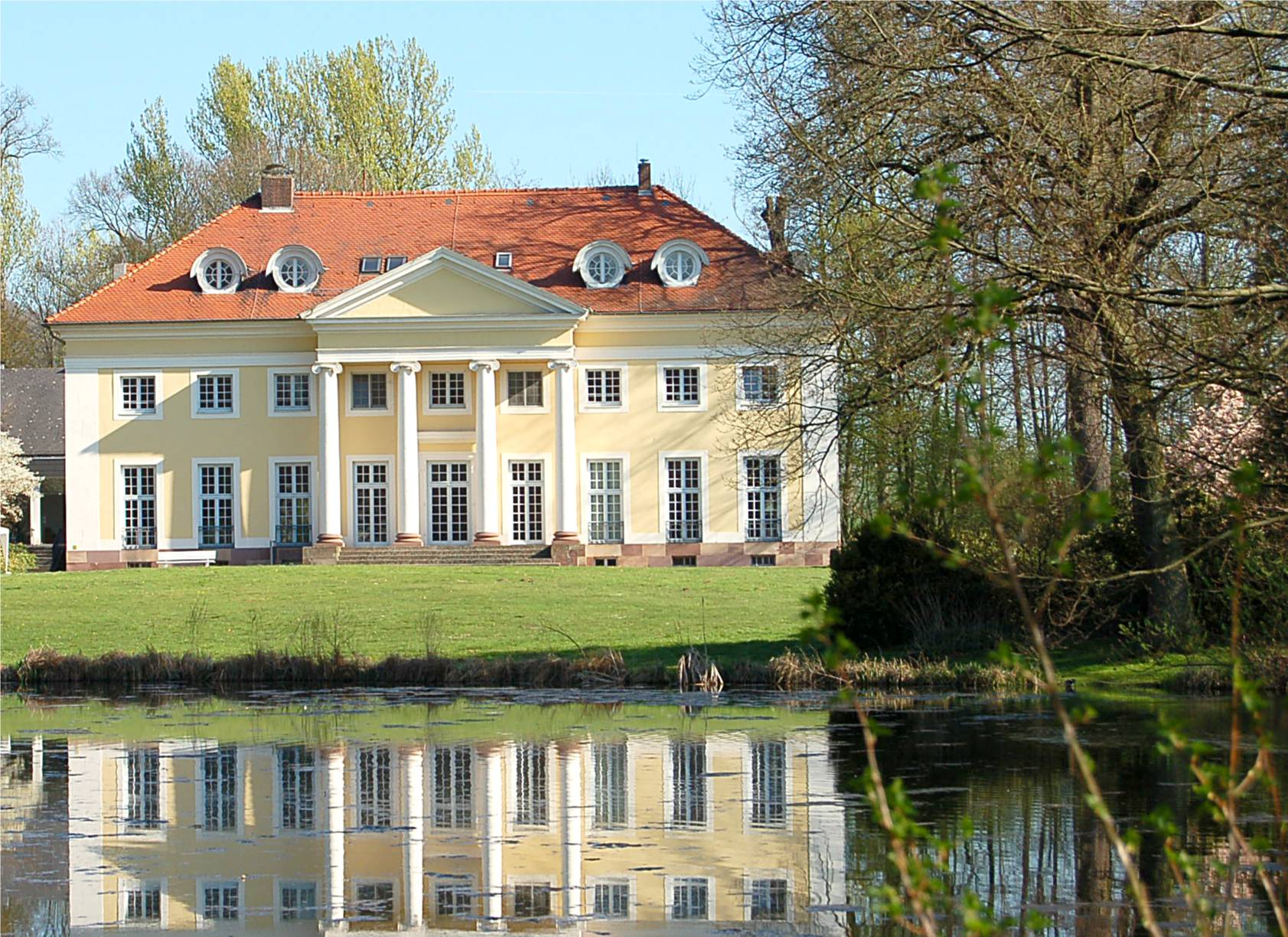
Schlösschen Schönburg

Bis zum Dreißigjährigen Krieg wuchs die Zahl der Einwohner in Hofgeismar auf etwa 2500 Personen. Die bis heute erhaltenen Fachwerkbauten der Stadt stammen teilweise noch aus dem 17. Jahrhundert.

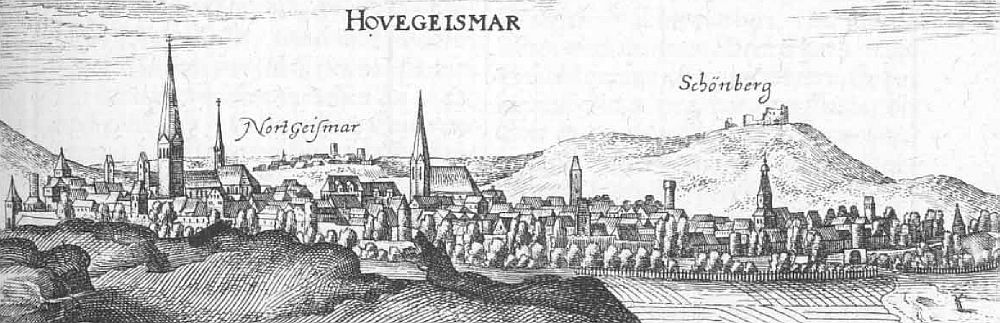
Hofgeismar – Auszug aus der Topographia Hassiae von Matthäus Merian dem Jüngeren 1655

Unter den Wirren des Dreißigjährigen Kriegs litt auch Hofgeismar stark. Zunächst lagerten ab 1623 für etwa 7 ½ Jahre ca. 1000 Mann Fußtruppen, Reiter und Artillerie des Generals Tilly als Besatzungsmacht in der Stadt. Im Jahre 1635 brandschatzten schwedische Truppen Hofgeismar. Ein Angriff am 31. August 1637 wurde durch die hessischen Garnisonstruppen unter Rittmeister Hans Ellenberger und die Einwohner selbst erfolgreich abgewehrt. 1642 und 1647 erlitt die Stadt erneut schwere Plünderungen. Die Einwohnerschaft sank auf etwa ein Drittel der Vorkriegszahl.
Landgraf Karl siedelte in der zweiten Hälfte des 17. Jahrhunderts auch in Hofgeismar französische Glaubensflüchtlinge (Hugenotten) an, die nach dem Edikt von Fontainebleau und der Aufhebung der Religionsfreiheit in Frankreich im Jahre 1685 ihre Heimat verlassen hatten. Ebenso fanden hier Hugenotten und Waldenser Flüchtlinge eine neue Heimat, die 1698 auf Befehl Ludwigs XIV. vertrieben worden waren. In Hofgeismar wurde am 22. Februar 1686 eine französisch-reformierte Gemeinde gegründet. In den Folgejahren kam es auch im Umkreis zur Gründung von Hugenottensiedlungen, wie z. B. Carlsdorf (1686), Kelze und Schöneberg (beide 1699) sowie Friedrichsdorf (1775).

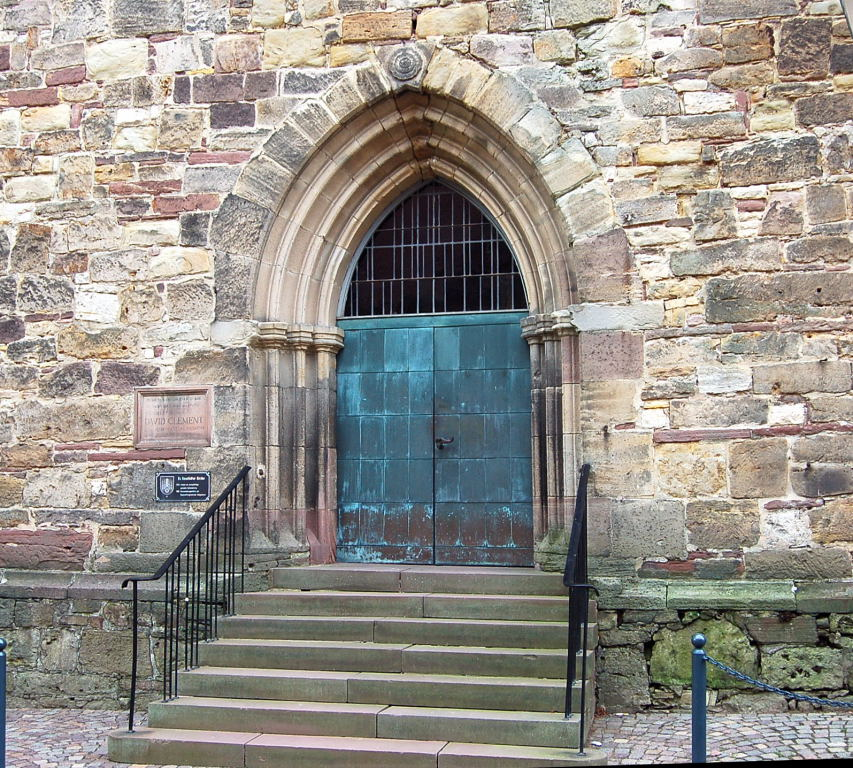
Eingang zur Neustädter Kirche

Seit 1686 wurden in der Hofgeismarer Neustädter Kirche sowohl die Gottesdienste der deutsch-reformierten Gemeinde als auch der französisch-reformierten Christen abgehalten. Der erste Pfarrer der französischen Gemeinde, David Clément, starb am 29. Januar 1725 in Hofgeismar, woran eine Gedenktafel an der Neustädter Kirche sowie ein Denkmal in deren Nähe erinnern.
Eine jüdische Gemeinde in Hofgeismar ist in der zweiten Hälfte des 18. Jahrhunderts belegt, die im Jahre 1764 im Bereich Petriplatz/Loggenhagen eine Synagoge errichtete. Einzelne Stadtbewohner jüdischen Glaubens wurden bereits 1470 in Hofgeismar urkundlich erwähnt. Sie gehörten zunächst zur Gesamtgemeinde aller Juden in der Landgrafschaft Hessen-Kassel. Im Jahre 1783 gehörten der Hofgeismarer jüdischen Gemeinde 107 Mitglieder an; ihre Zahl stieg bis zum Jahre 1861 auf 219 Personen.
Im 18. Jahrhundert wurde Hofgeismar mit dem Stadtteil Gesundbrunnen zum Badeort. Daran erinnern bis heute die Bauten, die rund um die Heilquelle entstanden sind. Schon im Dreißigjährigen Krieg soll die Quelle des Gesundbrunnens von einem verwundeten Soldaten entdeckt worden sein und ihm die erhoffte Heilung gebracht haben. Das im Park Gesundbrunnen stehende Schlösschen Schönburg („Montcherie“), von 1787 bis 1789 im klassizistischen Baustil nach den Plänen von Simon Louis du Ry erbaut, war ursprünglich der Wohnsitz des Landgrafen Wilhelm IX. (seit 1803: Kurfürst Wilhelm I.) während seiner Aufenthalte in den Sommermonaten. Heute gehört das gesamte Areal zur evangelischen Kirche von Kurhessen-Waldeck und beheimatet die Evangelische Akademie Hofgeismar. Außer den Gebäuden der Evangelischen Akademie befinden sich heute am Gesundbrunnen auch Alten- und Pflegeheime.
Der Siebenjährige Krieg brachte für Hofgeismar erhebliche wirtschaftliche Schäden, besonders während des Stellungskriegs an der Diemel in den Jahren von 1760 bis 1762; hessische Truppen kämpften damals im Sold Englands gegen Frankreich.
Ab dem Jahre 1808 gehörte Hofgeismar unter französischer Herrschaft zum Königreich Westphalen, das mit König Jérôme, dem jüngsten Bruder von Napoléon Bonaparte, als Regent geschaffen wurde. Nach der Völkerschlacht bei Leipzig endete die Existenz dieses Kunstgebildes, und die Landgrafschaft Hessen-Kassel wurde restauriert. Unter Kurfürst Wilhelm II. und dessen Sohn Friedrich Wilhelm I. wurde ab 1844 mit dem Bau der Friedrich-Wilhelms-Nordbahn von Karlshafen über Kassel bis nach Bebra begonnen. Im Bereich der Stadt Hofgeismar, inzwischen auch Garnisonsstadt und Poststation, entstand 1848 ein Empfangsgebäude für die neue Eisenbahnlinie; ein weiterer Bahnhof entstand im heutigen Stadtteil Hümme.

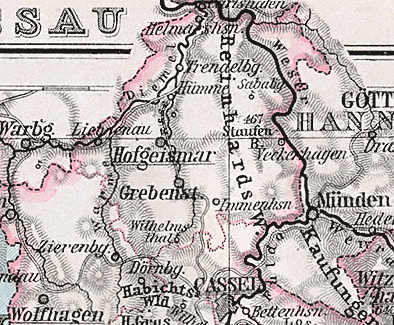
Historische Karte

Die Friedrich-Wilhelms-Nordbahn war die erste kurhessische Eisenbahnstrecke. Als erster Abschnitt wurde am 30. März 1848 die Strecke Grebenstein–Hümme–Karlshafen eröffnet, die sogenannte Carlsbahn, die die einzige Eisenbahnverbindung von Kassel zu einem Weserhafen (Karlshafen) darstellte. Die Landgrafschaft Hessen-Kassel erlosch 1866, als sie von Preußen infolge des Deutschen Krieges annektiert wurde. Damit kam auch die Stadt Hofgeismar zu Preußen. Nach der preußischen Annexion wurde die Friedrich-Wilhelms-Nordbahn in „Hessische Nordbahn“ umbenannt. Das Staatsbad Gesundbrunnen wurde aufgelöst.
Das Meyersche Konversationslexikon beschreibt in seiner 4. Auflage von 1885 bis 1892 die Stadt Hofgeismar als „Kreisstadt im preuß. Regierungsbezirk Kassel, an der Esse und der Linie Schwerte-Kassel der Preußischen Staatsbahn, hat 2 evang. Pfarrkirchen, ein Amtsgericht, ein Realprogymnasium, Buch- und Steindruckerei, Malzfabrikation, Spiritusbrennerei, eine chemische Fabrik, Holzschneidereien, Ziegeleien, eine Fabrik für Militärputzeffekten, bedeutende Waldungen und (1885) mit Garnison (ein Dragonerregiment Nr. 5) 4343 meist evang. Einwohner.“
Aus den in Hofgeismar stationierten Hessischen Leibhusaren war 1867 zunächst das 1. hessische Husarenregiment Nr. 13 hervorgegangen. Ihm folgte 1875 das Dragoner-Regiment Nr. 5, das später den Namen Dragoner-Regiment „Freiherr von Manteuffel“ (Rheinisches) Nr. 5 erhielt.

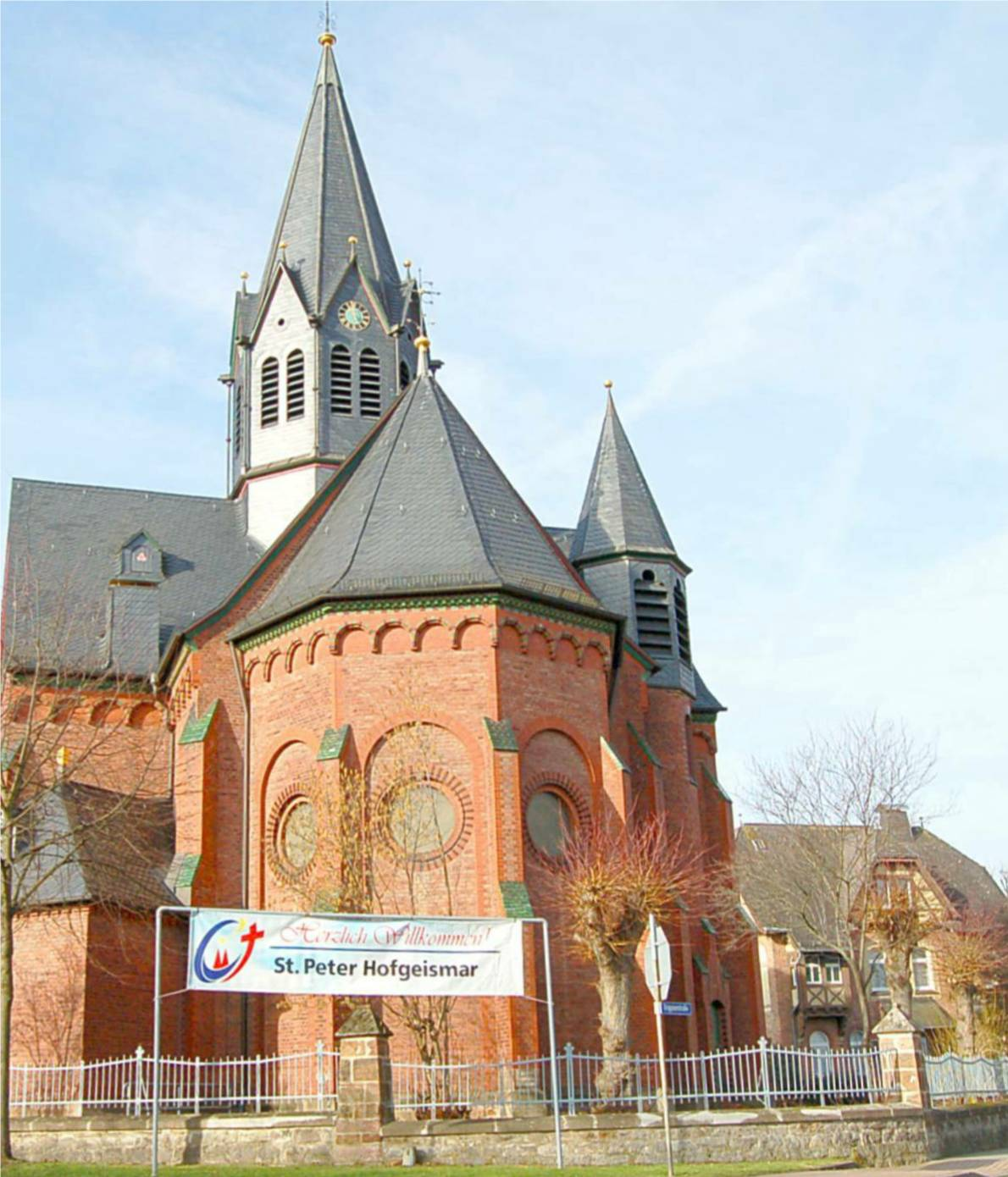
Kirche St. Petri

Die katholische Gemeindeseelsorge in der stark evangelisch geprägten Stadt begann im Jahre 1892. Der Bau der katholischen St.-Petri-Kirche schloss sich 1897/1898 an, da sich die zunächst eingerichtete Kapelle in einem Haus an der Niedermeiser Straße als zu klein erwiesen hatte. Das katholische Pfarrhaus kam 1906 hinzu. Zuvor waren im letzten Drittel des 19. Jahrhunderts in der Altstädter Kirche bereits monatliche Gottesdienste für die katholischen Angehörigen der Garnison und einige Zivilpersonen gehalten worden. Erst nach dem Zweiten Weltkrieg stieg die Zahl der katholischen Bevölkerung durch den Zuzug vieler Flüchtlinge – besonders aus dem Sudetenland (Tschechien) – stark an, im ehemaligen Kreis Hofgeismar bis auf etwa 22.000 Gläubige im Jahre 1948.
Nach einer Zählung im Jahre 1868 lag die Bevölkerungszahl in Hofgeismar bei 3708 Personen (darunter 750 Mann Militär); sie stieg bis zum Jahr 1906 auf 4600 Einwohner.
Im Jahre 1923 war die Stadt Garnisonsstandort des 16. Reiter-Regiments der Reichswehr.
Die Zeit des Nationalsozialismus ist auch in Hofgeismar ein unrühmliches Kapitel in der Stadtgeschichte. Schon bei den Wahlen am 14. September 1930 wurde die NSDAP zweitstärkste Partei in der Stadt. Die SA (in Hofgeismar: Sturm 86) hatte ihren Treffpunkt in der ehemaligen Knopffabrik der Buto-Werke im Fürstenweg unweit der Bahnhofstraße (später: Adolf-Hitler-Straße).
Nach einem Bericht im evangelischen Kasseler Sonntagsblatt vom 9. April 1933 wurde auf der Sitzung des neugewählten Stadtparlaments der Landwirt Rompf (NSDAP) zum Stadtverordnetenvorsteher von Hofgeismar gewählt. Unter dem 13. Mai 1934 berichtet das Sonntagsblatt dann in einer Kurzmitteilung von der Einführung des neuen Hofgeismarer Bürgermeisters Rödde, des damaligen Kreisleiters der NSDAP.
Auch im Gau Kurhessen wurden Sozialdemokraten und Kommunisten von den neuen Machthabern verfolgt, besonders aber Juden. Die Hofgeismarer Synagoge aus dem Jahre 1764 wurde in der Nacht vom 9. auf den 10. November 1938 innen vollständig verwüstet. Auf der Homepage des Stadtmuseums Hofgeismar sind die Namen (bei Ehefrauen auch der Geburtsname), das Geburtsjahr und das Deportationsziel von 453 jüdischen Opfern der Nazi-Zeit vermerkt, die aus den Städten und Gemeinden der früheren Landkreise Hofgeismar, Kassel und Wolfhagen stammen.
Der Zweite Weltkrieg endete nach dem Rückzug der Wehrmacht für die Hofgeismarer Bevölkerung am 7. April 1945 mit dem Einmarsch von Soldaten der 2. US-Infanteriedivision und der 9. US-Panzerdivision.
Von 1821 bis 1972 war Hofgeismar Kreisstadt des damaligen Kreises Hofgeismar und seit 1972 gehört die Stadt zum Landkreis Kassel. 1978 war sie Ausrichter des Hessentages 1978.
Während des Kalten Krieges war die ab 1958 von der Bundeswehr genutzte Manteuffel-Kaserne Standort u. a. des Stabes der Panzerbrigade 6 von 1981 bis 1993, der Instandsetzungskompanie 60 (1986 bis 1993) und der 5. Kompanie des Instandsetzungsbataillons 330.
2015 war Hofgeismar erneut nach 1978 Ausrichter des Hessentages. Im Landesentwicklungsplan Hessen 2020 wird Hofgeismar als Mittelzentrum PLUS im Ländlichen Raum nach dem System der zentralen Orte gezählt.

### Eingemeindungen
Im Zuge der Gebietsreform in Hessen wurden zum 31. Dezember 1970 die bis dahin selbständigen Gemeinden Beberbeck (mit Sababurg), Carlsdorf, Friedrichsdorf, Hombressen, Hümme und Schöneberg auf freiwilliger Basis eingegliedert. Kelze kam am 1. Februar 1971 hinzu.
Für alle eingegliederten Gemeinden wurden Ortsbezirke gebildet.

### Verwaltungsgeschichte im Überblick
Die folgende Liste zeigt die Staaten und Verwaltungseinheiten, denen Hofgeismar angehört(e):
- um 1300: Heiliges Römisches Reich, Kurmainz, Amt Hofgeismar-Schöneberg
- vor 1567: Heiliges Römisches Reich, Landgrafschaft Hessen, Amt Grebenstein
- ab 1567: Heiliges Römisches Reich, Landgrafschaft Hessen-Kassel, Amt Grebenstein, später Amt Hofgeismar
- ab 1654: Heiliges Römisches Reich, Landgrafschaft Hessen-Kassel, Amt Hofgeismar
- ab 1806: Landgrafschaft Hessen-Kassel, Amt Hofgeismar
- 1807–1813: Königreich Westphalen, Departement  der Fulda, Distrikt Kassel, Kanton Hofgeismar
- ab 1815: Kurfürstentum Hessen, Amt Hofgeismar[16]
- ab 1821: Kurfürstentum Hessen, Provinz Niederhessen, Kreis Hofgeismar[17][Anm. 2]
- ab 1848: Kurfürstentum Hessen, Bezirk Kassel
- ab 1851: Kurfürstentum Hessen, Provinz Niederhessen, Kreis Hofgeismar
- ab 1867: Königreich Preußen, Provinz Hessen-Nassau, Regierungsbezirk Kassel, Kreis Hofgeismar
- ab 1871: Deutsches Reich, Königreich Preußen, Provinz Hessen-Nassau, Regierungsbezirk Kassel, Kreis Hofgeismar
- ab 1918: Deutsches Reich, Freistaat Preußen, Provinz Hessen-Nassau, Regierungsbezirk Kassel, Kreis Hofgeismar
- ab 1944: Deutsches Reich, Freistaat Preußen, Provinz Kurhessen, Landkreis Hofgeismar
- ab 1945: Deutsches Reich, Amerikanische Besatzungszone, Groß-Hessen, Regierungsbezirk Kassel, Landkreis Hofgeismar
- ab 1946: Deutsches Reich, Amerikanische Besatzungszone, Hessen, Regierungsbezirk Kassel, Landkreis Hofgeismar
- ab 1949: Bundesrepublik Deutschland, Hessen, Regierungsbezirk Kassel, Landkreis Hofgeismar
- ab 1972: Bundesrepublik Deutschland, Hessen, Regierungsbezirk Kassel, Landkreis Kassel

## Bevölkerung

### Einwohnerstruktur 2011
Nach den Erhebungen des Zensus 2011 lebten am Stichtag, dem 9. Mai 2011, in Hofgeismar 15.109 Einwohner. Darunter waren 532 (3,5 %) Ausländer, von denen 152 aus dem EU-Ausland, 275 aus anderen europäischen Ländern und 105 aus anderen Staaten kamen. Von den deutschen Einwohnern hatten 18,9 % einen Migrationshintergrund. (Bis zum Jahr 2020 erhöhte sich die Ausländerquote auf 9,8 %.) Nach dem Lebensalter waren 2622 Einwohner unter 18 Jahren, 5910 zwischen 18 und 49, 3201 zwischen 50 und 64 und 3372 Einwohner waren älter. Die Einwohner lebten in 6471 Haushalten. Davon waren 1998 Singlehaushalte, 1998 Paare ohne Kinder und 1761 Paare mit Kindern, sowie 606 Alleinerziehende und 105 Wohngemeinschaften. In 1512 Haushalten lebten ausschließlich Senioren und in 4278 Haushaltungen lebten keine Senioren.

### Einwohnerentwicklung
- 1585: 535 Haushaltungen[3]
- 1747: 440 Haushaltungen[3]

| Hofgeismar: Einwohnerzahlen von 1834 bis 2020 | Hofgeismar: Einwohnerzahlen von 1834 bis 2020 | Hofgeismar: Einwohnerzahlen von 1834 bis 2020 | Hofgeismar: Einwohnerzahlen von 1834 bis 2020 | Hofgeismar: Einwohnerzahlen von 1834 bis 2020 |
| --- | --------------------------------------------- | --------------------------------------------- | --------------------------------------------- | --------------------------------------------- |
| Jahr |                                               |                                               |                                               | Einwohner                                     |
| 1834 | 1834                                          |                                               | 3.401                                         | 3.401                                         |
| 1840 | 1840                                          |                                               | 3.517                                         | 3.517                                         |
| 1846 | 1846                                          |                                               | 3.741                                         | 3.741                                         |
| 1852 | 1852                                          |                                               | 3.840                                         | 3.840                                         |
| 1858 | 1858                                          |                                               | 3.640                                         | 3.640                                         |
| 1864 | 1864                                          |                                               | 3.565                                         | 3.565                                         |
| 1871 | 1871                                          |                                               | 3.895                                         | 3.895                                         |
| 1875 | 1875                                          |                                               | 3.897                                         | 3.897                                         |
| 1885 | 1885                                          |                                               | 4.341                                         | 4.341                                         |
| 1895 | 1895                                          |                                               | 4.763                                         | 4.763                                         |
| 1905 | 1905                                          |                                               | 4.878                                         | 4.878                                         |
| 1910 | 1910                                          |                                               | 4.769                                         | 4.769                                         |
| 1925 | 1925                                          |                                               | 5.043                                         | 5.043                                         |
| 1939 | 1939                                          |                                               | 5.738                                         | 5.738                                         |
| 1946 | 1946                                          |                                               | 7.711                                         | 7.711                                         |
| 1950 | 1950                                          |                                               | 8.286                                         | 8.286                                         |
| 1956 | 1956                                          |                                               | 8.747                                         | 8.747                                         |
| 1961 | 1961                                          |                                               | 8.245                                         | 8.245                                         |
| 1967 | 1967                                          |                                               | 8.685                                         | 8.685                                         |
| 1970 | 1970                                          |                                               | 8.672                                         | 8.672                                         |
| 1973 | 1973                                          |                                               | 13.382                                        | 13.382                                        |
| 1975 | 1975                                          |                                               | 13.380                                        | 13.380                                        |
| 1980 | 1980                                          |                                               | 13.617                                        | 13.617                                        |
| 1985 | 1985                                          |                                               | 13.822                                        | 13.822                                        |
| 1990 | 1990                                          |                                               | 15.015                                        | 15.015                                        |
| 1995 | 1995                                          |                                               | 16.602                                        | 16.602                                        |
| 2000 | 2000                                          |                                               | 16.959                                        | 16.959                                        |
| 2005 | 2005                                          |                                               | 16.371                                        | 16.371                                        |
| 2010 | 2010                                          |                                               | 15.655                                        | 15.655                                        |
| 2011 | 2011                                          |                                               | 15.109                                        | 15.109                                        |
| 2015 | 2015                                          |                                               | 14.872                                        | 14.872                                        |
| 2020 | 2020                                          |                                               | 15.243                                        | 15.243                                        |
| Datenquelle: Historisches Gemeindeverzeichnis für Hessen: Die Bevölkerung der Gemeinden 1834 bis 1967. Wiesbaden: Hessisches Statistisches Landesamt, 1968. Weitere Quellen: LAGIS; Hessisches Statistisches Informationssystem; Zensus 2011 Ab 1970 einschließlich der im Zuge der Gebietsreform in Hessen eingegliederten Orte. |                                               |                                               |                                               |                                               |

### Religionszugehörigkeit
| • 1885 | 3.903 evangelische (= 89,91 %), 252 katholische (= 5,81 %), 8 anders christlich-konfessionelle (= 0,18 %), 178 jüdische (= 4,10 %) Einwohner |
| • 1961 | 6.417 evangelische (= 77,83 %), 1.556 katholische (= 18,87 %) Einwohner                                                                      |
| • 1987 | 10.522 evangelische (= 72,7 %), 2.513 katholische (= 17,4 %), 1.434 sonstige (= 9,9 %) Einwohner                                             |
| • 2011 | 9.960 evangelische (= 65,9 %), 2.170 katholische (= 14,4 %), 2.990 sonstige (= 19,7 %) Einwohner                                             |

## Politik

### Stadtverordnetenversammlung
Die Kommunalwahl am 14. März 2021 lieferte folgendes Ergebnis, in Vergleich gesetzt zu früheren Kommunalwahlen:
| Stadtverordnetenversammlung – Kommunalwahlen 2021                                                                                       | Stadtverordnetenversammlung – Kommunalwahlen 2021                      |
| --- | ---------------------------------------------------------------------- |
| Stimmenanteil in %Wahlbeteiligung 46,9 % 50403020100 43,9 (−4,8)38,6 (+10,4)12,6 (+0,6)4,9 (−0,5)n. k. (−5,6) SPDCDUWSDFDPLinke20162021 | SitzverteilungInsgesamt 37 Sitze - WSD: 5 - SPD: 16 - CDU: 14 - FDP: 2 |

| Parteien und Wählergemeinschaften | Parteien und Wählergemeinschaften                                                        | % 2021 | Sitze 2021 | % 2016 | Sitze 2016 | % 2011 | Sitze 2011 | % 2006 | Sitze 2006 | % 2001 | Sitze 2001 |
| SPD                               | Sozialdemokratische Partei Deutschlands                                                  | 43,9   | 16         | 48,7   | 18         | 44,9   | 17         | 35,3   | 13         | 42,7   | 16         |
| CDU                               | Christlich Demokratische Union Deutschlands                                              | 38,6   | 14         | 28,2   | 10         | 38,3   | 14         | 50,1   | 19         | 45,6   | 17         |
| WSD                               | Wählergemeinschaft soziale Demokraten                                                    | 12,6   | 05         | 12,0   | 05         | 08,9   | 03         | 06,6   | 02         | —      | —          |
| FDP                               | Freie Demokratische Partei                                                               | 04,9   | 02         | 05,4   | 02         | 03,4   | 01         | 02,6   | 01         | 03,3   | 01         |
| Linke                             | Die Linke                                                                                | 0—     | 0—         | 05,6   | 02         | 04,6   | 02         | 0—     | 0—         | 0—     | 0—         |
| WASG                              | Arbeit & soziale Gerechtigkeit – Die Wahlalternative (ab Juni 2007 Fusion mit Die Linke) | 0—     | 0—         | 0—     | 0—         | 0—     | 0—         | 05,5   | 02         | 0—     | 0—         |
| Gesamt                            | Gesamt                                                                                   | 100,0  | 37         | 100,0  | 37         | 100,0  | 37         | 100,0  | 37         | 100,0  | 37         |
| Wahlbeteiligung in %              | Wahlbeteiligung in %                                                                     | 46,9   | 46,9       | 48,0   | 48,0       | 49,6   | 49,6       | 49,8   | 49,8       | 56,6   | 56,6       |

### Bürgermeister
Nach der hessischen Kommunalverfassung wird der Bürgermeister für eine sechsjährige Amtszeit gewählt, seit dem Jahr 1993 in einer Direktwahl, und ist Vorsitzender des Magistrats, dem in der Stadt Hofgeismar neben dem Bürgermeister ehrenamtlich ein Erster Stadtrat und acht weitere Stadträte angehören. Bürgermeister ist seit dem 1. Januar 2021 Torben Busse (CDU). Er setzte sich am 1. November 2020 im ersten Wahlgang gegen den Amtsinhaber Markus Mannsbarth (SPD), der sich um eine zweite Amtszeit beworben hatte, bei 53,38 Prozent Wahlbeteiligung mit 55,54 Prozent der Stimmen durch.
Amtszeiten der Bürgermeister
- 2021–2026 Torben Busse (CDU)
- 2015–2020 Markus Mannsbarth (SPD)[32]
- 1997–2014 Heinrich Sattler (CDU)
- 1991–1996 Horst Buchhaupt (SPD)
- 1976–1990 Willi Croll (SPD)
- 1966–1976 Gerhard Kuske (GDP)
- 1948–1966 Walter George (CDU)
- 1945–1948 Hermann Weidemann (SPD)
- 1934–1942 Wilhelm Ludwig Rödde (NSDAP)
- 1919–1933 Max Laneus
- 1906–1919 Hottejan

### Ortsbeiräte
Für alle im Zuge der Gebietsreform in Hessen eingegliederten Gemeinden bestehen Ortsbezirke mit Ortsbeirat und Ortsvorsteher, nach Maßgabe der §§ 81 und 82 HGO und des Kommunalwahlgesetzes in der jeweils gültigen Fassung. Die Wahl der Ortsbeiräte erfolgt im Rahmen der Kommunalwahlen. Der Ortsbeirat wählt eines seiner Mitglieder zum Ortsvorsteher.

### Wappen
| Wappen von Hofgeismar | Blasonierung: „Im roten Schild ein kuppelgekrönter silberner Torturm, zu beiden Seiten begleitet von je zwei reichverzierten Fialen, die mit dem Turm durch Streben verbunden sind, im Torbogen ein achtspeichiges silbernes Rad.“ |
| Wappen von Hofgeismar | Das Wappen von Hofgeismar zeigt in Rot silberne gotische Architekturelemente, darunter ein silbernes Rad. Das „Mainzer Rad“ verweist auf die Zugehörigkeit der Stadt zum Hochstift Mainz bis 1462.                                 |

### Städtepartnerschaften
- Pont-Aven, Frankreich, seit 1972
- Rosenau, Österreich, seit 1983
- Maringues, Frankreich, seit 1984
- Bad Blankenburg, Thüringen, Deutschland, seit 1990

## Kultur und Sehenswürdigkeiten

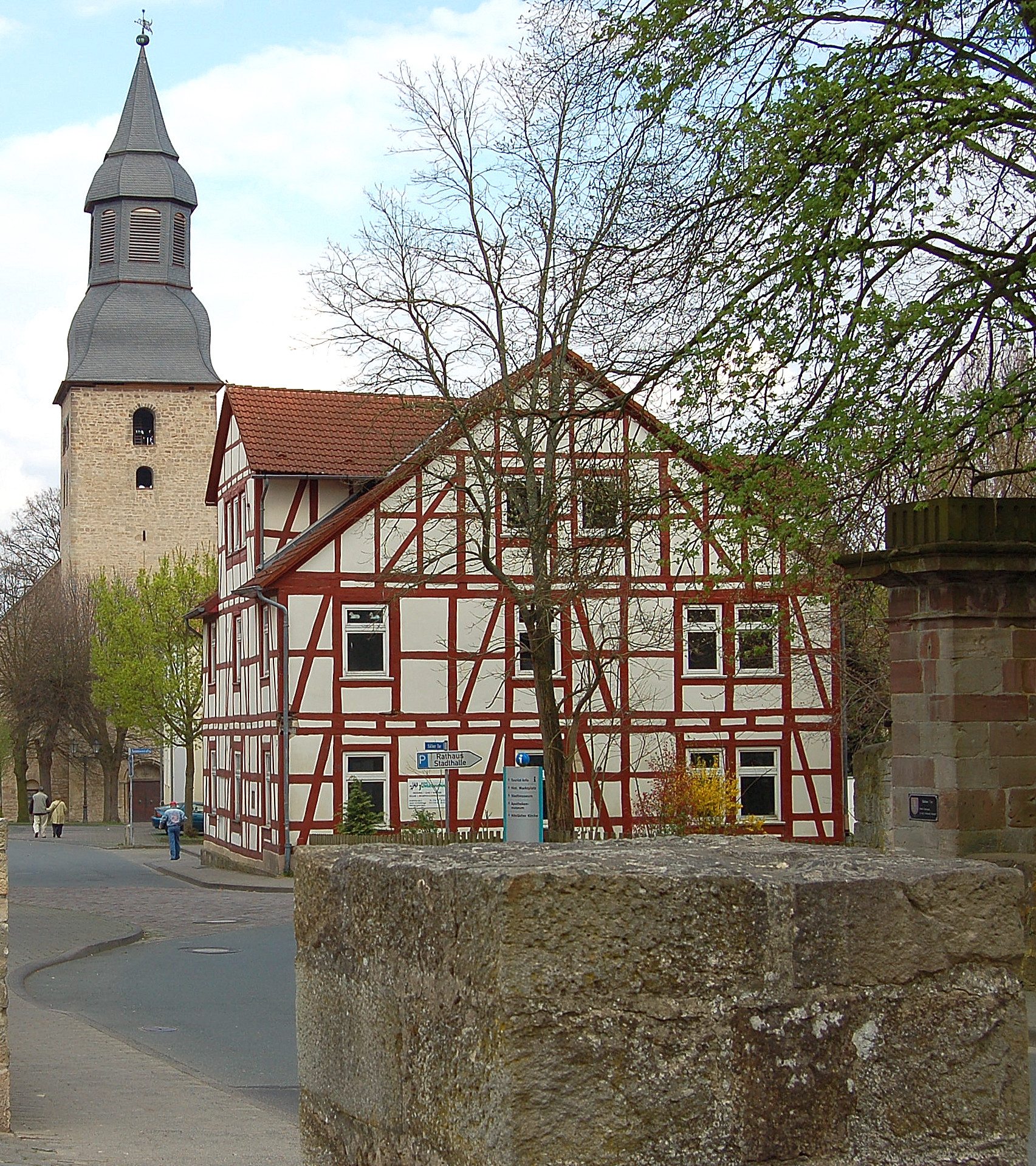
Blick vom Sälber Tor zur Altstädter Kirche

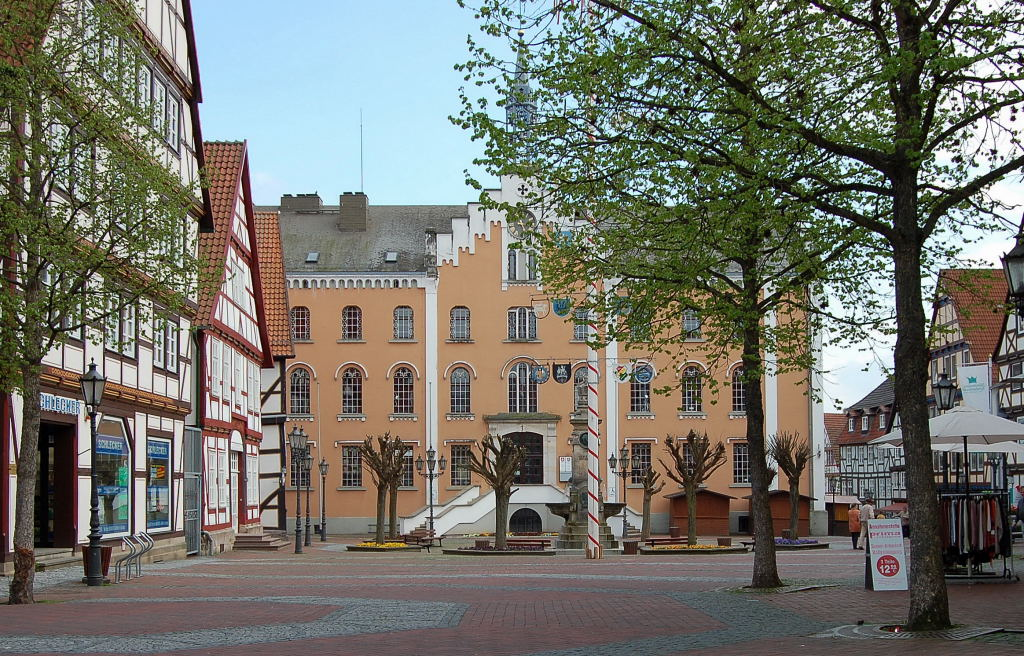
Rathaus und Markt

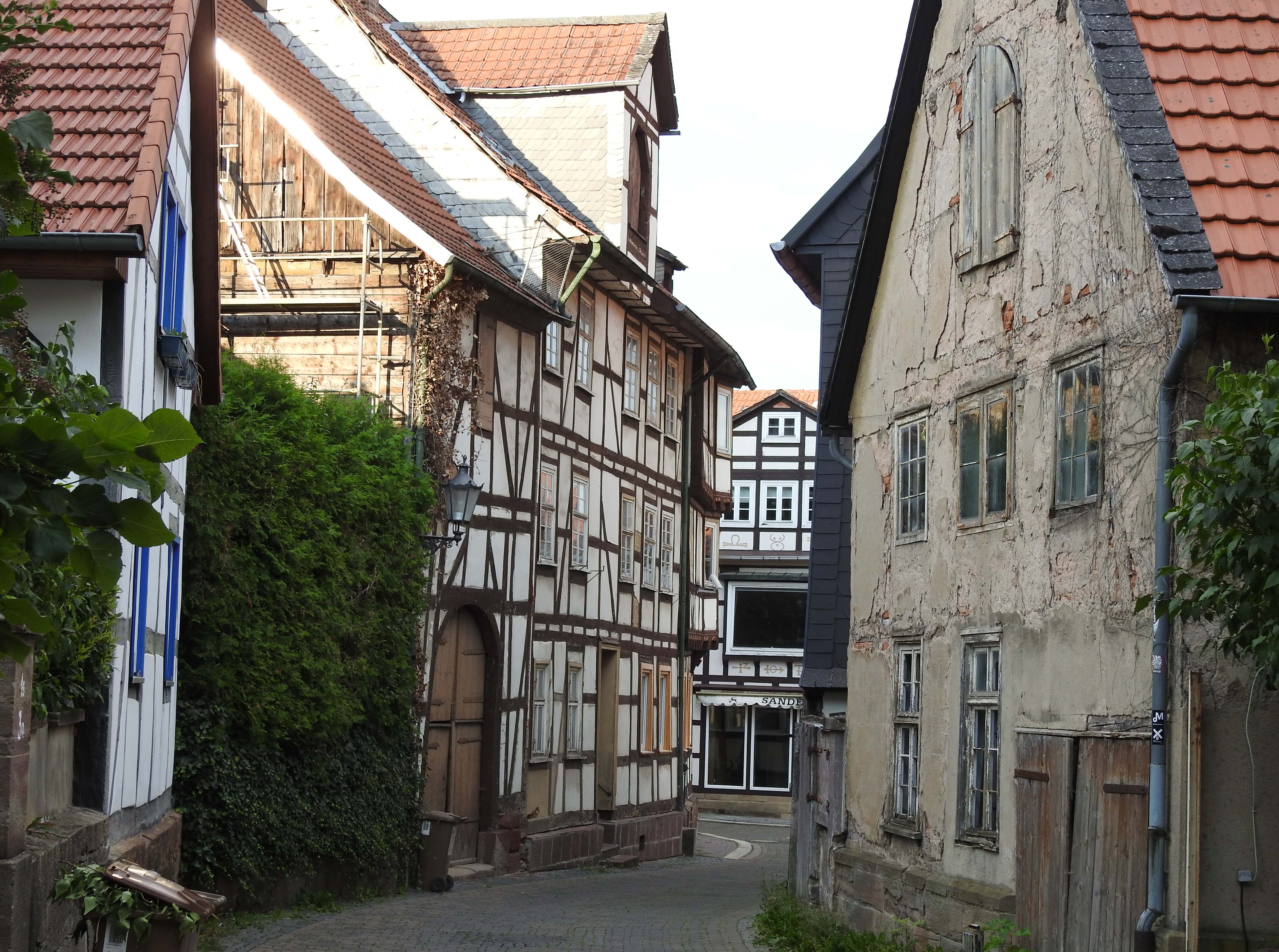
Altstädter Kirchgasse

### Bauwerke

#### Architektur und Skulpturen in der Altstadt
- Rathaus aus dem 14. Jahrhundert, im 19. Jahrhundert umgebaut
- zahlreiche Fachwerkhäuser:
  - Café Hoffmann – wohl ältestes Fachwerkhaus der Stadt, 1528, Markt 19
  - Haus Malzfeldt – Diemelsächsisches Ackerbürgerhauses, Längsdielenhaus, 1684, Petristraße 13
  - Haus Scheffer – Längsdielenhaus in Mischbauweise, 1684, Steinweg 18
- Hochzeitshaus, ehemaliges städtisches Gilde- und Hochzeitshaus, erbaut 1620
- Skulpturen in der Fußgängerzone
  - Würfelturmsage: Die beiden lebensgroßen Bronze-Skulpturen stellen die beiden Vertreter Hessens und Braunschweigs dar, die – der Sage gemäß – im Jahre 1401 um den Bestand Hofgeismars würfelten. Hofgeismar gewann mit 18 zu 17 Würfelaugen.
  - Töpferbrunnen
- Nahe der Neustädter Kirche steht an der Ecke der Elisabeth- zur Johannesstraße eine Skulptur von David Clément, einem in Hofgeismar 1701 geborenen Bibliographen, dessen Grabstätte sich in der Neustädter Kirche befindet.

Aufmerksame Beobachter werden vor einigen Häusern Stolpersteine im Bürgersteig entdecken.

#### Kirchen
- Altstädter Kirche aus dem 12. bis 14. Jahrhundert
- Neustädter Kirche aus den Jahren 1341–1421
- St. Peter, katholische Kirche von 1898

#### Gesundbrunnen

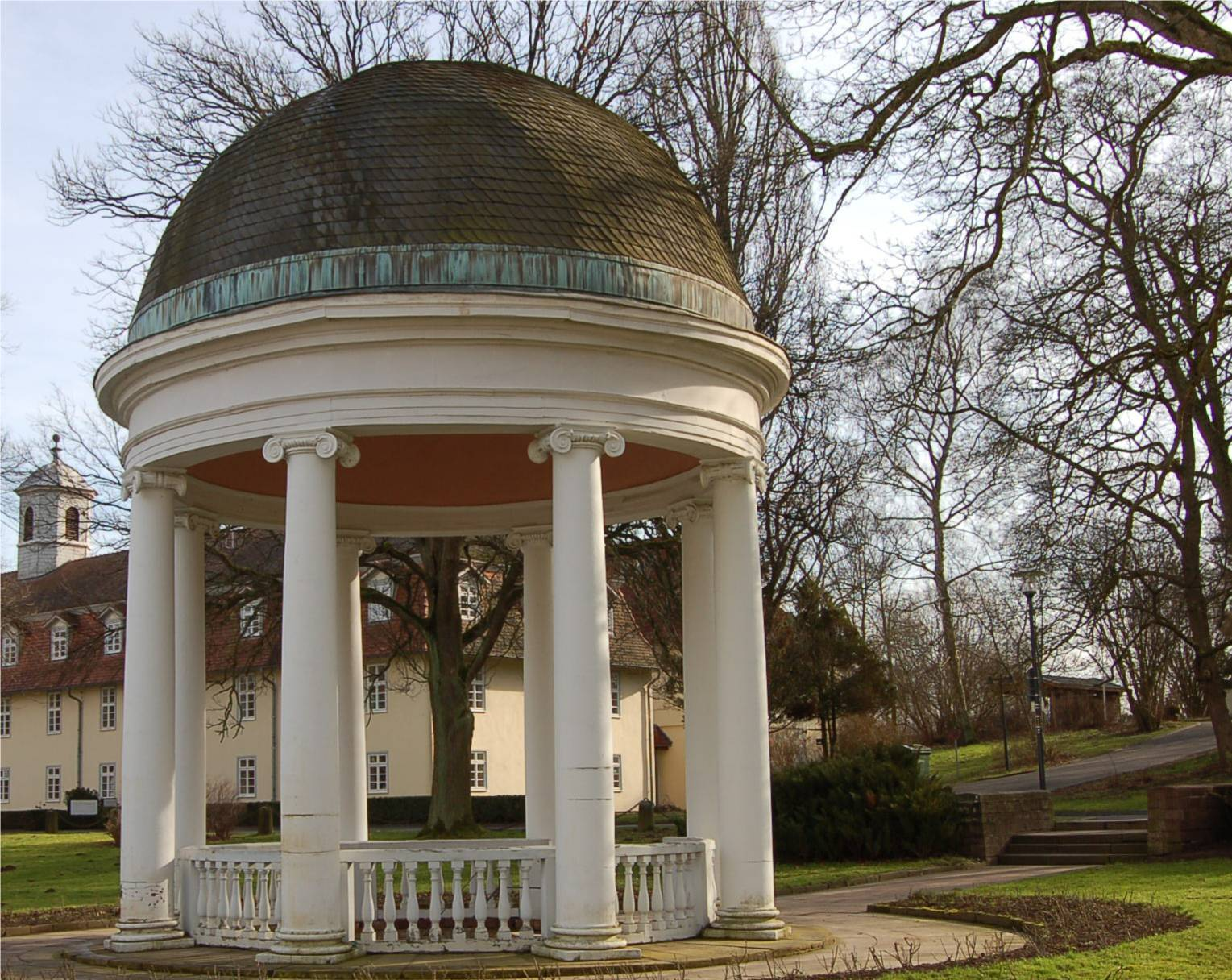
Tempel am Gesundbrunnen

- Parkanlage am Gesundbrunnen mit Schlösschen Schönburg („Montcherie“, heute Evangelische Akademie)

### Museen
- Apothekenmuseum im Steinernen Haus aus dem 13. Jahrhundert. Das Apothekenmuseum zeigt u. a. drei vollständige, originalgetreu erhaltene Apothekenoffizinen aus den Jahren 1768, 1801 und 1945.[34]
- Stadtmuseum Hofgeismar in der Gesamtanlage Petriplatz 2 (vier Häuser aus vier Epochen, ab ca. 1500 erbaut)
Das Stadtmuseum zeigt in 14 Abteilungen u. a. die Geschichte der Hugenotten und der Waldenser in und um Hofgeismar (mit einer reichen Sammlung hugenottischer Bibelausgaben und religiöser Schriften); Jüdische Kultur in Nordhessen; Zünfte, Handwerk und Wirtschaftsgeschichte vom 15. bis zum 19. Jahrhundert; die Kuranlage Gesundbrunnen; Hofgeismar als Garnisonsstadt sowie – aus einem Bestand von 650 Originalen – Gemälde von Theodor Rocholl.

### In den umliegenden Stadtteilen

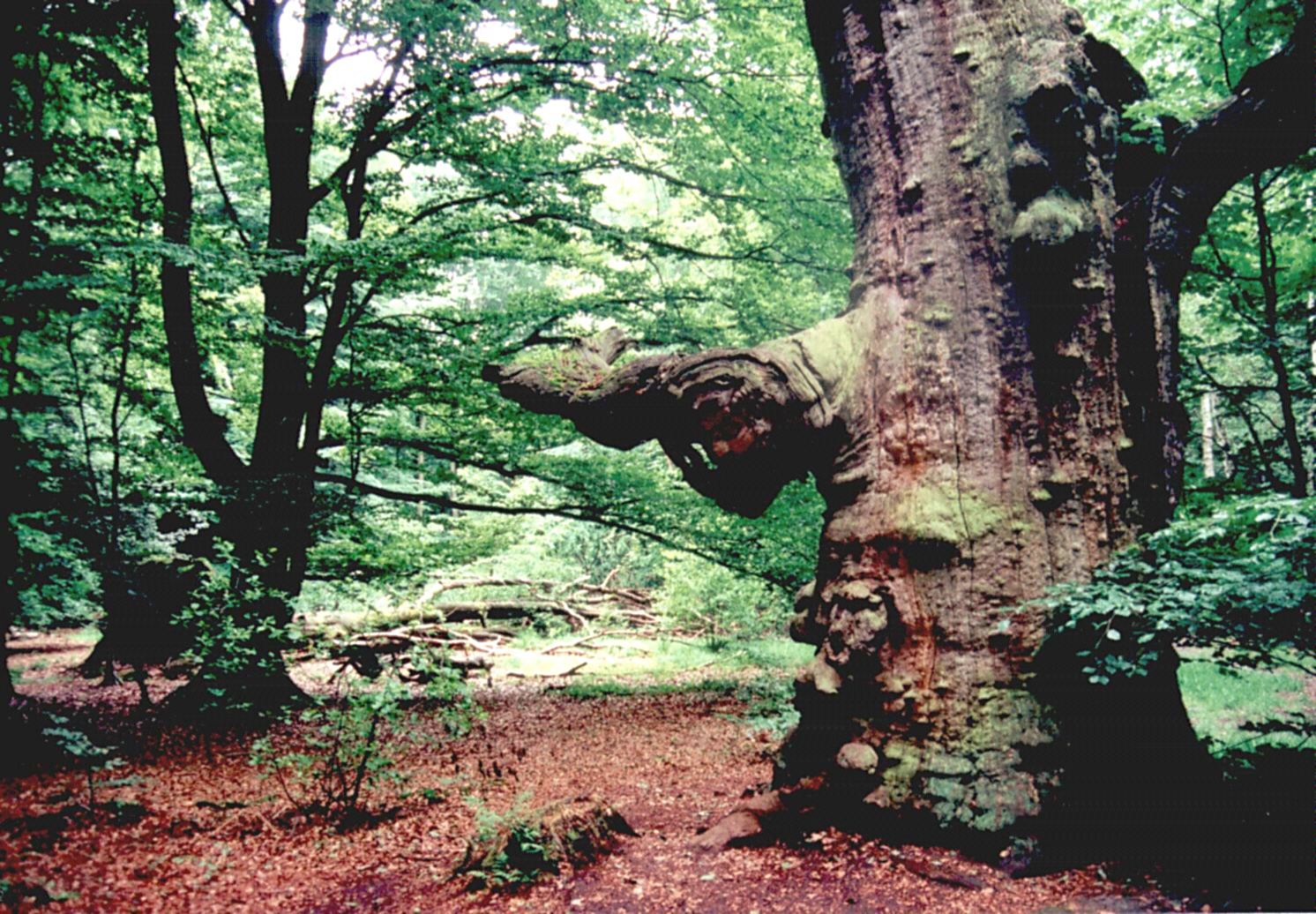
Buchenriese im „Urwald Sababurg“

- Burgruine Schöneberg auf dem nördlich der Stadt gelegenen Schöneberg
- Die Sababurg im benachbarten Reinhardswald ist mit Tierpark Sababurg und nahem Urwald Sababurg weithin bekanntes Ausflugsziel.

Zudem liegt Hofgeismar an der Deutschen Märchenstraße, die von Hanau über Hofgeismar nach Bremen führt.
Hofgeismar war in den Jahren 1978 und 2015 Veranstaltungsort des 18. bzw. 55. Hessentags. Dazu kamen 1978 rd. 300.000 Gäste, 2015 zählten die Veranstalter etwa 750.000 Besucher.

## Wirtschaft und Infrastruktur

### Verkehr

#### Straßenverkehr
Östlich vorbei an Hofgeismar führt als 2013 freigegebene Ortsumfahrung die Bundesstraße 83, die zuvor direkt durch die Ortschaft verlief. Die Bundesautobahn 44 ist bei der Anschlussstelle Breuna etwa 20 km von der Stadt entfernt.
Hofgeismar ist eine Station am Hessischen Radfernweg R4.

#### Personennahverkehr
Der Bahnhof Hofgeismar liegt an der Bahnstrecke Kassel–Warburg. Dessen Empfangsgebäude besteht im Kern noch aus dem ersten Bau, den Julius Eugen Ruhl 1846/47 errichtete, der aber 1939 massiv umgebaut wurde. Der Bahnhof wird von RegioTrams der Linie RT1 und den Regional-Express-Zügen der Linie RE11 (Rhein-Hellweg-Express) auf der Strecke Kassel-Wilhelmshöhe–Hamm Hbf–Düsseldorf Hbf angefahren.
| Linie | Verlauf | Takt                                       | Betreiber              |
| ----- | --- | ------------------------------------------ | ---------------------- |
| RE11  | Rhein-Hellweg-Express: Kassel-Wilhelmshöhe – Hofgeismar – Warburg (Westf) – Willebadessen – Altenbeken – Paderborn Hbf – Lippstadt – Soest – Hamm (Westf) Hbf – Kamen – Dortmund Hbf – Bochum Hbf – Wattenscheid – Essen Hbf – Mülheim (Ruhr) Hbf – Duisburg Hbf – Düsseldorf Flughafen – Düsseldorf Hbf Abschnitt Düsseldorf–Hamm entfällt aufgrund einer angespannten Personalsituation bis auf einzelne Fahrten. Stand: Februar 2025                                                      | 60 min                                     | National Express       |
| RT1   | Hofgeismar-Hümme – Hofgeismar – Grebenstein – Immenhausen – Espenau-Mönchehof – Vellmar-Obervellmar – Vellmar-Osterberg/EKZ – Kassel Jungfernkopf – Kassel-Harleshausen – Kassel-Kirchditmold – Kassel Hbf (tief) – Scheidemannplatz – Wilhelmsstraße/Stadtmuseum – Rathaus/Fünffensterstraße – Rathaus – Friedrichsplatz – Königsplatz – Am Stern – Holländischer Platz/Universität – Halitplatz – Hauptfriedhof – Wiener Straße – Holländische Straße Stand: Fahrplanwechsel Dezember 2021 | 30 min (werktags) 60 min (sonn-/feiertags) | RegioTram Gesellschaft |

Die Fahrzeit von Kassel Hauptbahnhof nach Hofgeismar beträgt mit der RegioTram etwa eine halbe Stunde, mit den RE-Zügen ab Kassel-Wilhelmshöhe sind es etwa 20 Minuten. Nach dem Bundesverkehrswegeplan 2030 soll der derzeitige Vorlaufbetrieb der RE11 künftig in das Netz des Rhein-Ruhr-Express (RRX 2) integriert werden und somit auch den Bahnhof Hofgeismar einschließen. Sowohl in Kassel-Wilhelmshöhe als auch in Warburg besteht Anschluss an den Schienenpersonenfernverkehr. Ab Warburg besteht zudem Anschluss an die Ems-Börde-Bahn über Paderborn nach Münster.
Am Bahnhof Hofgeismar-Hümme, etwa 5 km weiter in Richtung Warburg, zweigte die Carlsbahn ab. Hier hält ausschließlich die RegioTram Kassel.
Hofgeismar verfügt über ein dichtes Stadtbusnetz, das am zentralen Busbahnhof mit verschiedenen Linien aus der Region verknüpft ist, und gehört dem Nordhessischen Verkehrsverbund an.

### Gesundheit
In Hofgeismar gibt es zwei Krankenhäuser: Die Kreisklinik Hofgeismar und das Evangelische Krankenhaus Gesundbrunnen.

### Unternehmen
- AKG-Gruppe
- BrainLogical Software Development, Onlinemarketingagentur
- CMAC GmbH & Co. Verlags KG (OWZ-Verlags GmbH), gehört zur Mediengruppe Lalé-Schiffner
- Evangelisches Krankenhaus Gesundbrunnen gGmbH – Zentrum für Geriatrie und Neurologie
- FTH Fertigungstechnik Hofgeismar GmbH
- Friedrich-Sander Vermietungs- und Verwaltungs GmbH & Co. KG
- Günter Herrmann Lehrmittelfabrik, Inhaber: Bernhard Herrmann
- HKS Software + Computersysteme GmbH
- Management Services Helwig Schmitt GmbH, Markt-Analyse-Systeme für die Automobilindustrie
- Martin Löber GmbH (Hagebaumarkt)
- Messtechnik Neth GmbH
- Landwirtschaftliche Vieh- + Fleischvermarktung Kassel-Hofgeismar eG
- Sander Haus Holzbau GmbH
- Siebenhaar Antriebstechnik GmbH
- SLS Tuning
- Wiking Schlauchbootwerft Hanel GmbH
- WK Windkraft-Kontor GmbH + Co. Pluzunet/Ostbevern KG

### Bildung
In Hofgeismar befinden sich folgende Bildungseinrichtungen:
- Albert-Schweitzer-Schule, Gymnasium
- Gustav-Heinemann-Schule, Gesamtschule
- Würfelturmschule, Grundschule mit zwei Standorten im Unteren Graben und in der Garnisonstraße
- Grundschule Hombressen „Zur Friedenseiche“
- Grundschule Hümme „Wiesenbergschule“
- Herwig-Blankertz-Schule, Kreisberufs- und Berufsschule
- Brüder-Grimm-Schule, Förderschule für Lernhilfe
- Käthe-Kollwitz-Schule, Schule für praktisch Bildbare mit Abteilung Körperbehinderte
- Evangelische Altenpflegeschule

## Persönlichkeiten

### Ehrenbürger
- 1895 Otto von Bismarck (1815–1898), Reichskanzler

### Söhne und Töchter der Stadt (chronologisch)
- Johann Westermann (1490–1542), Theologe
- Johann Doläus (1651–1707), Mediziner
- David Clément (1701–1760), reformierter Geistlicher
- Johann Westermann (1741–1784), barocker Dichter
- Johannes Bering (1748–1825), Philosoph der Aufklärung
- George Dedolph (1789–1843), kurhessischer Jurist, Mitglied der kurhessischen Ständeversammlung
- Heinrich Wilhelm Hartwig (1792–1863), Oberbürgermeister von Kassel (1848–1863)
- Wilhelm Leopold von Heister (1795–1863), preußischer Generalmajor
- Theodor Weiß (1796–1875), kurhessischer Generalmajor und Kriegsminister
- Georg Wilhelm von Wetzell (1815–1890), Rechtswissenschaftler, Hochschullehrer und Landesminister
- Wilhelm Falkenheiner (1821–1892), evangelischer Pfarrer, Schulrat und Mitglied der kurhessischen Ständeversammlung
- Ernst Wilhelm Klinkerfues (1827–1884), Astronom und Meteorologe
- Theodor Rohde (1831–1900), Jurist und Oberkonsistorialrat
- Nataly von Eschstruth (1860–1939), Schriftstellerin
- Rudolf Francke (1862–1953), evangelischer Theologe und Abgeordneter des Provinziallandtages der Provinz Hessen-Nassau
- Max von Loewenstein zu Loewenstein (1870–1949), Landrat
- Wilhelm Scheck (1877–nach 1931), Ingenieur, Bergbaumanager und Holzindustrieller
- Friedrich Scheck (1879–1924), Rittergutsbesitzer und Landrat
- Hermann Kätelhön (1884–1940), Zeichner und Grafiker
- Ludwig Beckhaus (1887–1957), Landrat
- Ludwig Kleeberg (1890–1964), Dermatologe
- Hermann Recknagel (1892–1945), im Zweiten Weltkrieg gefallener deutscher General der Infanterie
- Theodor Bogler (1897–1968), Keramiker und Benediktiner-Pater
- Hermann Mattern (1902–1971), einer der bedeutendsten deutschen Landschaftsarchitekten des 20. Jahrhunderts
- Friedrich Wilhelm Bogler (1902–1945), Maler
- Konrad Müller (1902–1984), Politiker (NSDAP) und Abgeordneter des Provinziallandtages der preußischen Provinz Hessen-Nassau
- Gustav Siewerth (1903–1963), Philosoph und Pädagoge
- Gunther von Lepel (1903–1993), Filmproduzent
- Erich Mattern (1904–1966), Architekt
- Rolf Fritz (1904–1992), Kunsthistoriker
- Joachim Günther (1905–1990), Publizist und Herausgeber
- Johann Adolf Graf von Kielmansegg (1906–2006), deutscher General
- Heinz Levié (1910–1983), Jurist, Unternehmer, Bürgermeister von Nürnberg
- Ida von Nagel (1917–1971), geboren in Beberbeck, Dressurreiterin
- Friedrich Pfaffenbach (1921–2008), Politiker (NDPD), Volkskammerabgeordneter
- Hartmut Gründler (1930–1977), geboren in Hümme, Umweltschutz-Pionier
- Fritz Kersten (1935–2005), Politiker (FDP)
- Jörg Martin (1936–2014), Bibliothekar und Musikwissenschaftler
- Pit Morell (* 1939), Maler und Erzähler
- Heinz-Walter Kleinschmidt (* 1943), Politiker (FDP), Mitglied des Hessischen Landtags
- Karl Heinz Götze (* 1947), Germanist
- Shraga Bar (* 1948), israelischer Fußballspieler
- Angelika Dörfler-Dierken (* 1955), Kirchenhistorikerin
- Karin Kestner (1956–2019), Gebärdensprachdolmetscherin und Verlegerin
- Hartmut Riemenschneider (* 1958), Baptistenpastor und Präsident des Bundes Evangelisch-Freikirchlicher Gemeinden
- Wolfgang Köhler (* 1960), Jazzpianist
- Martin Zielke (* 1963), Bankmanager
- Stefan Arend (* 1963), Germanist, Sozialmanager, Lehrbeauftragter und Publizist
- Esther Dilcher (* 1965), Politikerin (SPD), Mitglied des Bundestages, Rechtsanwältin und Notarin
- Marcus Loeber (* 1967), Komponist, Pianist und Musikproduzent
- Rüdiger Gebhardt (* 1968), evangelischer Theologe
- Nina Weger (* 1970), Dreh- und Kinderbuchautorin
- Sabine Klapp (* 1974), Historikerin
- Jens Dietrich (* 1976), Dramaturg
- Carl Jakob Haupt (1984–2019), Blogger
- Monne Lentz (* 1987), Politikerin (Bündnis 90/Die Grünen), Abgeordnete im Hessischen Landtag
- Vanessa Gronemann (* 1989), Politikerin (Bündnis 90/Die Grünen), Abgeordnete im Hessischen Landtag
- Anna Nguyen (* 1990), Politikerin, Mitglied des Hessischen Landtags (AfD)
- Laura Kraft (* 1990), Politikerin (Bündnis 90/Die Grünen), MdB
- Stefan Ortega Moreno (* 1992), Fußballspieler
- Pimf alias Jonas Kramski (* 1993), Rapper

### Mit Hofgeismar verbunden
- Burkard Waldis (1490–1556), Theologe
- Heinrich Dersch (1889–1967), expressionistischer Maler
- Heinrich Zerkaulen (1892–1954), Schriftsteller
- Hans Gerhard Evers (1900–1993), Kunsthistoriker
- Wilhelm Hugues (1905–1971), Maler und Grafiker
- Gerhard Kuske (1911–2001), Altbürgermeister von Hofgeismar (1. September 1966 bis zum 31. August 1976)